# Talks at Google
Лекції компанії Google (Talks@Google) — серія лекцій, прочитаних для співробітників корпорації Google в офісах компанії по всьому світу, записи яких опубліковані і доступні для широкої публіки через Інтернет. Лекторів запрошують з різних галузей, як-от державне управління і політика, наука, комп'ютери, мистецтво, література, розваги, телебачення, лінгвістика, філософія, історія та інших.
Серед лекторів зокрема були: Леді Гага, Ноам Чомскі, Салман Рушді, Славой Жижек, Джон Серль, Стівен Артур Пінкер, Крістофер Гітченс, Боб Вудворд, Мохаммад Юнус, Майкл Блумберґ, Барак Обама, Рон Пол, Тіна Фей, Гілларі Клінтон, Пол Кругман, Джеймс Ренді, Джордж Сорос, Девід Бекхем, Ніл Ґейман, Стів Возняк, Сем Гарріс, Кондоліза Райс, Гаррі Каспаров, Ден Аріелі, Джон Маккейн, Дональд Кнут, Філіп Зімбардо, Реймонд Курцвейл, Генрі Кіссинджер, Діпак Чопра, Еліс Вокер, Говард Зінн, Джеймі Олівер, Стівен Вайнберг, Даніель Еллсберг, Джонатан Сафран Фоер, Деніел Канеман, Ненсі Пелосі, Бернар-Анрі Леві, Рам Емануель і Кевін Митник.